# Gjoa Haven
Gjoa Haven (/ˌdʒoʊ ˈheɪvən/; inuktitutsky: Uqsuqtuuq, slabikování: ᐅᖅᓱᖅᑑᖅ , což znamená „hodně tuku“, kvůli množství mořských savců v okolních vodách) je osada v Nunavutu v Kanadě, v regionu Kitikmeot. Leží nad severním polárním kruhem, asi 1 056 km severovýchodně od Yellowknife v Severozápadních teritoriích. Je to jediné sídlo na ostrově Krále Viléma. Žije tu 1 324 obyvatel.

## Etymologie
Název Gjoa Haven je odvozen z norského Gjøahavn. Pojmenoval ho v roce 1903 polární badatel Roald Amundsen podle své lodi Gjøa. Název byl odvozen ze slova ve staré norštině Gyða, neboli Guðfríðr (guð – česky bůh – a fríðr – česky krásný).

## Historie
V roce 1903 se norský badatel Roald Amundsen dostal do oblasti se svou lodí Gjøa. Průliv, kterým plul, začal v říjnu zamrzat. Amundsen musel zakotvit v přírodním přístavu na jihovýchodním pobřeží ostrova Krále Viléma. Zůstal tam téměř dva roky. On a jeho posádka strávili mnoho času s místními Netsilik Inuity, během kterého se od nich získávali dovednosti potřebné k životu v Arktidě. Získané znalosti hrály významnou roli při Amundsenově úspěšném pokusu o dosažení jižního pólu. Potom prozkoumal poloostrov Boothia a hledal přesnou polohu severního magnetického pólu.

## Klima
| Gjoa Haven – podnebí        | Gjoa Haven – podnebí | Gjoa Haven – podnebí | Gjoa Haven – podnebí | Gjoa Haven – podnebí | Gjoa Haven – podnebí | Gjoa Haven – podnebí | Gjoa Haven – podnebí | Gjoa Haven – podnebí | Gjoa Haven – podnebí | Gjoa Haven – podnebí | Gjoa Haven – podnebí | Gjoa Haven – podnebí | Gjoa Haven – podnebí |
| Období                      | leden                | únor                 | březen               | duben                | květen               | červen               | červenec             | srpen                | září                 | říjen                | listopad             | prosinec             | rok                  |
| --------------------------- | -------------------- | -------------------- | -------------------- | -------------------- | -------------------- | -------------------- | -------------------- | -------------------- | -------------------- | -------------------- | -------------------- | -------------------- | -------------------- |
| Nejvyšší teplota [°C]       | −6                   | −11                  | −5                   | 1,0                  | 6,5                  | 20,8                 | 24,1                 | 22,5                 | 15,4                 | 4,5                  | −0,8                 | −8,3                 | 24,1                 |
| Průměrné denní maximum [°C] | −30,4                | −30,7                | −25,1                | −16                  | −5,9                 | 4,2                  | 12,1                 | 8,9                  | 2,1                  | −6,7                 | −19                  | −26,6                | −11,1                |
| Průměrná teplota [°C]       | −33,8                | −34                  | −28,9                | −20,4                | −9,4                 | 1,4                  | 8,0                  | 5,8                  | 0,1                  | −9,5                 | −22,4                | −29,9                | −14,4                |
| Průměrné denní minimum [°C] | −37,1                | −37                  | −32,6                | −24,8                | −12,9                | −1,5                 | 3,8                  | 2,7                  | −2                   | −12,3                | −25,8                | −33,1                | −17,7                |
| Nejnižší teplota [°C]       | −48,3                | −50,2                | −46,3                | −40                  | −28,2                | −17                  | −1,1                 | −5                   | −14,3                | −32                  | −39,4                | −44                  | −50,2                |
| Průměrné srážky [mm]        | 8,3                  | 7,8                  | 12,9                 | 13,5                 | 15,0                 | 14,7                 | 21,2                 | 28,4                 | 24,2                 | 25,0                 | 11,4                 | 8,8                  | 191,2                |
| Maximální srážky [mm]       | 0,0                  | 0,0                  | 0,0                  | 0,0                  | 1,8                  | 11,2                 | 20,8                 | 27,9                 | 15,9                 | 0,9                  | 0,0                  | 0,0                  | 78,5                 |
| Sněžení [cm]                | 9,7                  | 8,8                  | 15,8                 | 15,4                 | 15,2                 | 3,9                  | 0,4                  | 0,5                  | 8,8                  | 28,2                 | 13,4                 | 10,4                 | 130,5                |
| Dní s deštěm                | 0,0                  | 0,0                  | 0,0                  | 0,0                  | 1,0                  | 5,0                  | 8,0                  | 11,0                 | 12,0                 | 14,0                 | 10,0                 | 8,0                  | 69                   |
| [zdroj?]                    |                      |                      |                      |                      |                      |                      |                      |                      |                      |                      |                      |                      |                      |